# Мајорешти (Муреш)
Мајорешти (рум. Maiorești) насеље је у Румунији у округу Муреш у општини Рушиј Мунци. Oпштина се налази на надморској висини од 425 m.

## Становништво
Према подацима из 2002. године у насељу је живело 247 становника, од којих су сви румунске националности.